# Plutonio 244
El plutonio 244 (244Pu) es un isótopo del plutonio que tiene un periodo de semidesintegración de 80 millones de años. Este es más largo que cualquier otro isótopo de plutonio y más largo que cualquier otro isótopo perteneciente a los actínidos, excepto por estos tres isótopos abundantes naturales: 235U (704 millones de años), 238U (4,468 mil millones de años) y 232Th (14,05 mil millones de años).
Las mediciones exactas, comenzando a principios de los años 70, detectaron el 244Pu primordial, haciéndolo el segundo nucleido primordial de más corta vida después de 146Sm. La cantidad de 244Pu en la nebulosa que formaba el Sistema Solar (hace 4,57 × 109 años) se estimó que era de 0,008. Como la edad de la Tierra es de 57 vidas medias de 244Pu, la cantidad de 244Pu que queda debe ser muy pequeña; Hoffman et al. estimó que existía 244Pu en la bastnasita mineral en c244=1.0×10−18 g/g, lo que correspondía al contenido en la corteza terrestre solo  3×10−25 g/g (es decir, la masa total de 244Pu en la corteza terrestre es de aproximadamente 9 g). Debido a que 244Pu no puede producirse fácilmente mediante la captura neutrónica natural, su presencia no puede explicarse de manera plausible por ningún otro medio que la creación por nucleosíntesis de proceso r en supernovas. Por lo tanto, el 244Pu debería ser el segundo isótopo primordial más corto y el isótopo primordial más pesado detectado o teóricamente predicho.
Sin embargo, la detección del isótpo primordial 244Pu en 1971 no es confirmada por mediciones más sensibles utilizando el acelerador de espectrometría de masas. En este estudio, no se observaron rastros de 244Pu en las muestras de bastnasitas (tomadas de la misma mina del estudio inicial), por lo que sólo se obtuvo un límite superior en el contenido de 244Pu: c244 < 0.15×10−18 g/g, que son 370 (o menos) átomos por gramo de la muestra, al menos 7 veces menos que la abundancia medida por Hoffman et al.

El 244Pu interestelar se ha detectado en el polvo de meteoritos en los sedimentos marinos, aunque los niveles detectados son mucho más bajos de lo que se esperaría de la modelización actual de la caída en el interior del medio interestelar.
A diferencia del 238Pu, 239Pu, 240Pu, 241Pu y 242Pu, el 244Pu no es producido en cantidad por el ciclo del combustible nuclear, porque la captura neutrónica en 242Pu produce 243Pu que tiene un corto periodo de semidesintegración (5 horas) y rápidamente sufre desintegración beta a americio 243 antes de tener mucha oportunidad de capturar aún más neutrones en cualquier ambiente de flujo de neutrones. Sin embargo, una explosión de un arma nuclear puede producir algo de 244Pu por captura rápida de neutrones.